# John Szarkowski
 (août 2016).
John Szarkowski, né le 18 décembre 1925 à Ashland (Wisconsin) et mort le 7 juillet 2007 à Pittsfield (Massachusetts), est un photographe et un conservateur de musée américain.

## Biographie
Succédant à Edward Steichen, John Szarkowski est de 1962 à 1991 conservateur pour la photographie au MoMA de New York. 
Dès sa prise de fonction, il présente l'exposition Color Photography de Ernst Haas, réunissant environ quatre-vingt images, première exposition monographique en couleur organisée par la MoMA, grâce à laquelle la photographie couleur fait son entrée au musée. 
Il introduit le style documentaire dans le musée par son exposition New Documents en 1967 où sont présentées des photos de Diane Arbus, Lee Friedlander et Garry Winogrand. 
En 1976, la photographie couleur revient au MoMA avec l'exposition William Eggleston's Guide.

## Publications
Années 1950
- The face of Minnesota, Minneapolis, University of Minnesota Press, 1958, 304 p., 203 ill.

Années 1960
- The photographer and the American landscape, New York, NY, The Museum of Modern Art, 1963, 48 p.
- The photographs of Jacques Henri Lartigue, New York, NY, The Museum of Modern Art, 1963
- The Photographer's eye, New York, NY, The Museum of Modern Art, 1966, 155 p.

Années 1970
- Ernest J. Bellocq. Storyville portraits. Photographs from the New Orleans red light district, ca. 1912. Repoduced from prints made by Lee Fredlandler. Edited by John Szarkowski, Preface by Lee Friedlander, New York, NY, The Museum of Modern Art, 1970, 88 p.
- Walker Evans. Photographs, New York, London, The Museum of Modern Art/ Secker & Warburg, 1971, 191 p.
- From the picture press, New york, NY, The Museum of Modern Art, 1973, 95 p.
- Looking at photographs. 100 pictures from the collection of The Museum of Modern Art, New York, NY, The Museum of Modern Art, 1973, 216 p.
- New japanese photography, & Shōji Yamagishi, New York, NY, The Museum of Modern Art, 1974
- William Eggleston's guide. Photographs by William Eggleston, New York, NY, The Museum of Modern Art, 1976, 112 p.
- Callahan, catal. expos. New York, NY, The Museum of Modern Art, 02.12.1976-08.02.1977, London, An Aperture Book in association with the Museum of Modern Art, 1976
- The portfolios of Ansel Adams, London, Thames and Hudson, 1977, 124 p.
- Mirrors and Windows. American photography since 1960, catal. expos. New York, NY, The Museum of Modern Art, 28.07 - 02.10.1978, 152 p.
- Open photography 1978, & Kitaj, R.B., catal. expos., Nottingham, Midland Group, 28.03 - 06.05.1978; London, Serpentine Gallery, 20.05 - 11.06.1978, Midland Group, 1978

Années 1980
- The Work of Atget, vols. I-IV, & Hambourg, Maria Morris, New York, NY, The Museum of Modern Art, 1981;1982;1983;1985/first editions, 4 vols
- American landscapes. Photographs from the collection of the Museum of Modern Art, New York, NY, The Museum of Modern Art, 1981, 80 p.
- Irving Penn, New York,NY, The Museum of Modern Art, 1984, 216 p.
- Garry Winogrand. Figments from the real world, catal. expos. New York, NY, The Museum of Modern Art, 11.05 - 16.08.1988, 260 p.
- Photography until now, catal. expos., New York, NY, The Museum of Modern Art, 14.02 - 29.05 1989; Cleveland, The Cleveland Museum of Art, 27.06 - 19.08 1989, New York, The Museum of Modern Art, 1989, 343 p.

Années 2000
- Slide show : the color photographs of Helen Lewitt, New York City, powerHouse Books, 2005, 117 p.